# Bernhard Lloyd
Bernhard Lloyd, vlastním jménem Bernhard Gössling, (* 2. června 1960 Enger) je německý hudební skladatel a bývalý klávesista, známý jako klávesista skupiny Alphaville. Byl spoluzakladatelem spolu s Frankem Mertensem skupiny Forever Young, později přejmenována na Alphaville. Kapelu opustil po 21 letech v roce 2003. Předtím, než se stal jejím členem, působil jako diskžokej v klubech. V roce 2001 vydal ve spolupráci se zpěvákem Maxem Hollerem třináctipísňové album Atlantic Popes. Dále se věnuje produkční činnosti.